# Dietenberg (Gemeinde Ligist)
Dietenberg ist eine Ortschaft und Rotte in der Weststeiermark in der Marktgemeinde Ligist im Bezirk Voitsberg, Steiermark.

## Ortsname
Der Name leitet sich von einem ursprünglichen Burgnamen ab. Das mittelhochdeutsche burc für Burg, befestigter Ort wurde später durch das häufig bei Burgnamen verwendete -berg ersetzt. Der Namensteil Dieten- leitet sich vom Männernamen Dioto ab, welcher eine Kurzform eines mit dem althochdeutschen diot für Volk zusammengesetzten Namens ist. Der Ortsname bedeutet also so viel wie Burg des Dioto.

## Geografie

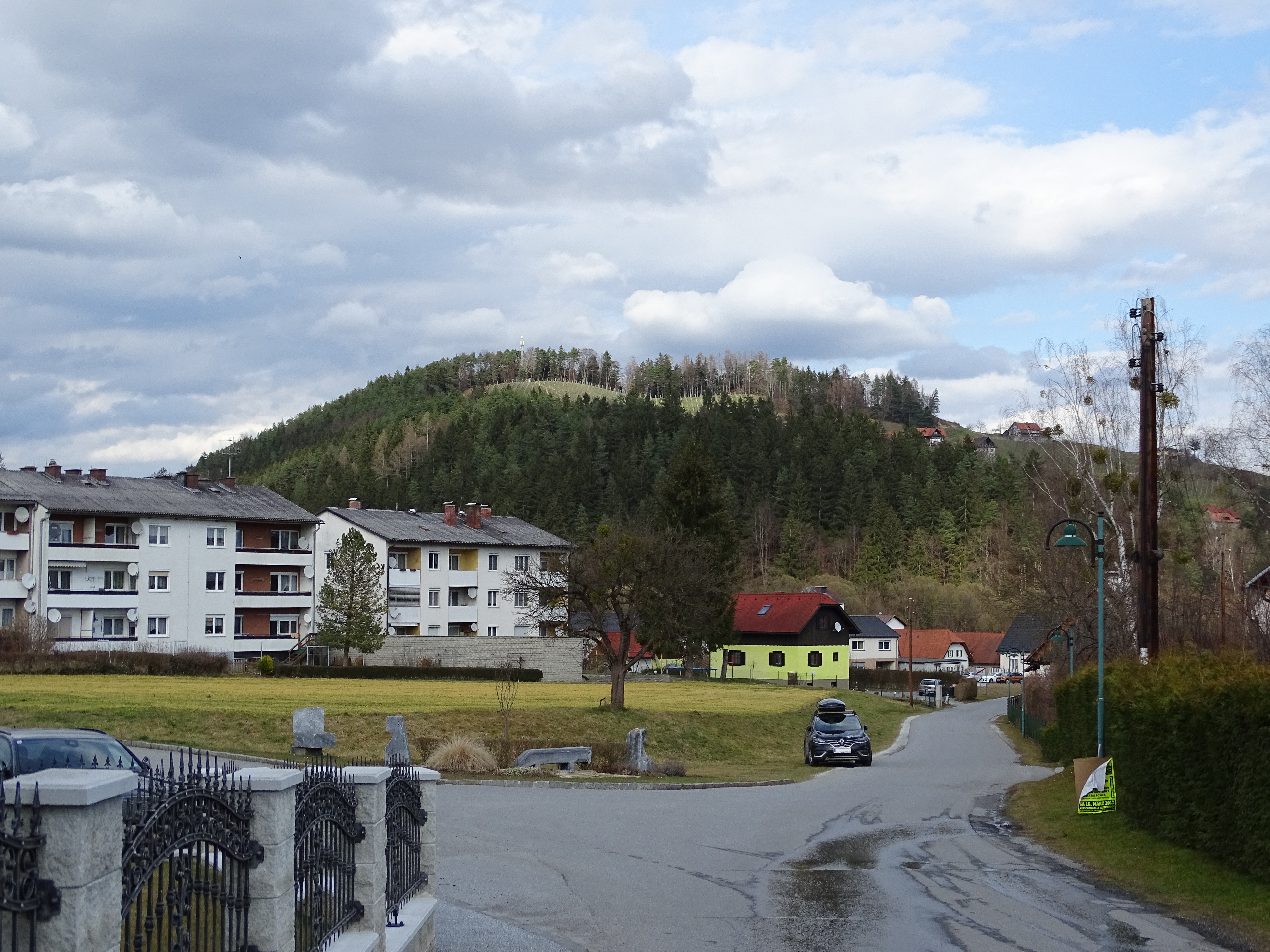
Blick von Südwesten auf den höchsten Punkt des Dietenberges

Dietenberg liegt im Nordosten der Marktgemeinde Ligist, nordöstlich des Hauptortes Ligist Markt, im nördlichen Teil der Katastralgemeinde Grabenwarth, auf einer nach dem Ort auch Dietenberg genannten Anhöhe zwischen der Kainach im Norden, der Landesstraße 314 und dem Ligistbach im Westen und dem Dittenbergbach im Osten.

## Geschichte
Auf dem Gebiet des heutigen Ortes Dietenberg wurden jungsteinzeitliche Werkzeuge sowie Keulenköpfe aus der Zeit um 4000 vor Christus entdeckt. Bei in den Jahren 1976 und 1977 durch das Universalmuseum Joanneum durchgeführten Grabungen wurde eine Höhensiedlung freigelegt, welche bereits in der Jung- und Kupfersteinzeit ab etwa 2400 vor Christus besiedelt worden war. Die meisten Funde stammen aber aus der bronzezeitlichen Urnenfelderkultur und datieren auf die Zeit um 1000 vor Christus. Weitere Funde aus einer neueren Siedlung stammen aus der Kelten- und Römerzeit und datieren auf die Zeit zwischen 300 vor und 100 nach Christus. Die Römer errichteten vermutlich einen Tempel auf dem Dietenberg, dessen Steine später für den Bau der ersten Kirche von Sankt Johann ob Hohenburg verwendet wurden.
Eine erneute Besiedlung des Dietenberges fand ab dem 10. Jahrhundert nach Christus statt und es wurde die Dietenburg errichtet, welche 1066 urkundlich erwähnt wurde und damit zu den ältesten belegten Burgen der Steiermark gehört.
Die Höhensiedlung am Dietenberg wird als eine der bedeutendsten archäologischen Fundstellen der Steiermark geschildert. Das Siedlungsplateau am Gipfel ist von einer Reihe von mehrstufigen Befestigungsanlagen umgeben, künstlich angelegte Siedlungsterrassen wurden mit jeweils einer Wallanlage geschützt, Querwälle, die am Dietenberg wie auch an anderen Befestigungsanlagen gefunden wurden, werden als „Reitergassen“ interpretiert, deren genaue Funktion noch nicht geklärt ist. Die Anlage dürfte schon im 12. Jahrhundert nach Errichtung der Burg Ligist verlassen worden sein. 2023 wurden Grabungen abgewickelt, die Wallkonstruktionen freilegten, das Fundmaterial wurde in die Latènezeit datiert (hauptsächlich Latène B und C).
Dietenberg entstand als Streusiedlung in einem hochmittelalterlichen Rodungsgebiet und bestand aus Einzelgehöften und Weinbergen. Die erste urkundliche Erwähnung des Ortes erfolgte zwischen 1060 und 1076 als Diet(e)npurch. Weitere Erwähnungen folgten 1268/69 als Taetenperig und Tiettenperg in der Rationarium Styriae sowie 1340 als Diettenberg und schließlich 1492 Dietenberg. Im Jahr 1544 werden Weingärten des archivalisch nicht nachweisbaren Voitsberger Frauenklosters bei der Annenkirche erwähnt. Die Freiherren von Racknitz besaßen ebenfalls einige Weingärten am Dietenberg, welche sie im Jahr 1629 an das Stift St. Lambrecht verkauften. Die Einwohner von Dietenberg gehörten bis 1848 zu verschiedenen Grundherrschaften, so etwa zu den Herrschaften Ligist und Obervoitsberg. Die Herrschaft Greißenegg hatte spätestens ab dem Ende des 15. Jahrhunderts ein eigenes Bergamt mit vier Untertanen in Dietenberg. Um 1580 gehörten die Bergrechte teilweise auch zur Herrschaft Grub. Die Weinberge gehörten spätestens ab dem Jahr 1652 durch die Familie Saurau zur Herrschaft Großlobming. Ein Zehentrecht lag bei der Herrschaft Deutschlandsberg, das Garbenzehnt bei der Herrschaft Greißenegg, ein Neuntel des Weinzehents lag bei der Herrschaft Großsöding und ein Wein- und Garbenzehnt lagen jeweils bei den Herrschaften Premstätten und Winterhof.
Am 17. Oktober 1971 eröffnete die Maschinenbaufirma Dau & Seifert die heutige Dau GmbH & Co KG aus dem deutschen Nagold eine Zweigstelle in Dietenberg.

## Wirtschaft und Infrastruktur
Dietenberg ist landwirtschaftlich geprägt, wobei vor allem der Weinbau in Verknüpfung mit Buschenschänken eine wichtige Rolle spielt. Seit der Entdeckung der vorgeschichtlichen Höhensiedlung und der Errichtung eines Keltenhauses als Freilichtmuseum im Oktober 1987 spielt auch der Tourismus eine Rolle. Daneben gibt es mit der Zweigstelle der Dau GmbH & Co KG seit 1971 eine Maschinenbaufirma im Ort.
Die Kinder des Ortes besuchen die Schulen in Ligist und Sankt Johann ob Hohenburg.

## Sehenswürdigkeiten und Bauwerke

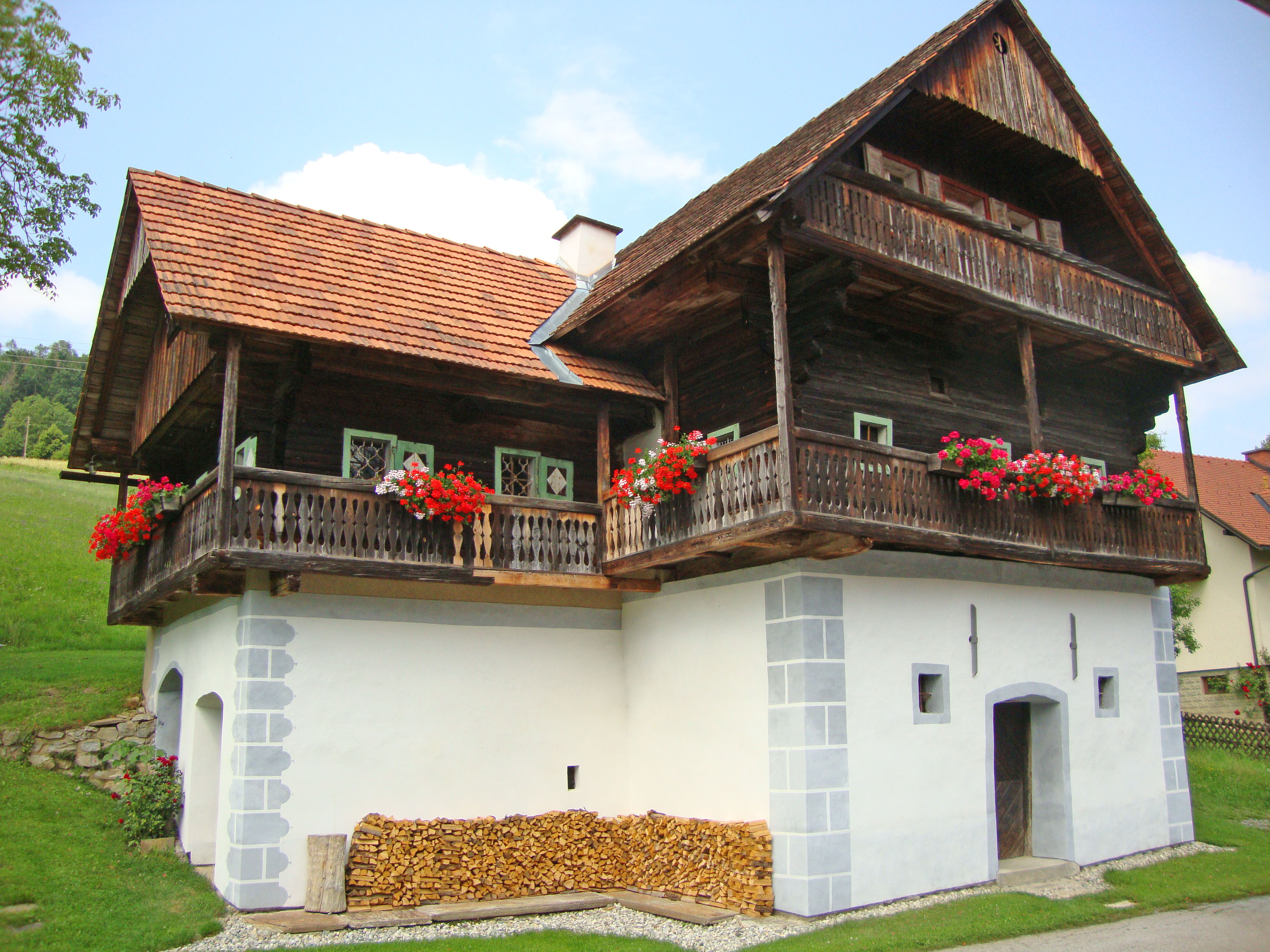
Das denkmalgeschützte Bauernhaus Leitnerhans in Dietenberg

In der Ortschaft gibt es das im Oktober 1987 errichtete Modell eines Keltenhauses, welches seit 1988 als Freilichtmuseum dient. Es wurde nach dem Vorbild eines, in der vorgeschichtlichen Höhensiedlung am Dietenberg freigelegten Hauses errichtet. Ein urgeschichtlicher Wanderweg führt über den Dietenberg. Das denkmalgeschützte Bauernhaus Leitnerhans befindet sich ebenfalls in Dietenberg.
Daneben gibt es eine Kapelle sowie mehrere Bildstöcke in der Ortschaft. Die 1889 von Matthias Strommer errichtete Huslerkapelle war früher eine Station des sogenannten „Kogelbetens“, welches vom Hechlkreuz zur Huberkapelle und der Steinwandkapelle führte. Heute dient sie als Ort für die Maiandacht. Vor dem Schilcherhof befindet sich ein 1960 von Alfred Schlosser errichteter Breitpfeilerbildstock mit einer stilisierten Grotte und einer Hochreliefdarstellung der Maria mit Kind. Ein 1981 an der Dietenbergstraße als Nachbildung des Fleckermichlkreuzes in Grabenwarth errichteter Bildstock zeigt Darstellung der Maria mit Kind, des Gnadenstuhles von Sonntagberg sowie der Heiligen Aloisius, Cornelia Katharina, Nikolaus, Roswitha und Urban, welche alle von Franz Weiss gestaltet wurden.